# Distretto di Huayllán
Il distretto di Huayllán è un distretto del Perù nella provincia di Pomabamba (regione di Ancash) con 3.666 abitanti al censimento 2007 dei quali 468 urbani e 3.198 rurali.
È stato istituito il 28 giugno 1985.